# Australia station
Australia station est une expression désignant le commandement naval britannique puis australien responsable de la protection des eaux entourant le continent australien et les possessions australiennes et britanniques du Pacifique Sud. 
À partir des années 1820, la Royal Navy envoie un bateau par an dans la colonie des Nouvelle-Galles du Sud et occasionnellement en Nouvelle-Zélande.  En 1848, une scission de la East Indies Station est entreprise et l'Australia Station est établie en tant que centre de commandement indépendant en mars 1859.
D'abord dirigé par la Royal Navy, le centre de commandement passe sous la responsabilité de l'Australie quand la Royal Australian Navy est créée en 1913.
Lorsqu'elle est établie, l'Australia Station couvre environ 1/6e de la surface de la Terre. Son étendue a varié au cours de l'histoire. Durant la Seconde Guerre mondiale elle comprend les eaux entourant l'Australie et la Nouvelle-Guinée orientale ainsi que tout le secteur allant du continent australien à l'Antarctique.